# Ойгос
Ойгос — друга страва якутської кухні в основу якої входить конина.

## Приготування
Ойогос це холодна закуска. ЇЇ подають як самостійну страву, і як доповнення до обіду, у вигляді струганини (сире м'ясо нарізають невеликими брусками, солять, перчать і заморожують) або попередньо запеченим.

### Запікання
Для цього ойогос розрубують на куски довжиною приблизно по 10 см так, щоб на кожному з кусків м'ясо було з прилеглим салом і кісточкою. Обмивають в холодній воді, обсушують, втирають сіль та тонкий шар гірчиці.
Для тіста потрібна 25%-а сметана, сіль і перець. Яйця розтирають з борошном і поступово розбавляють сметаною. Тісто має бути густіше, ніж млинцеве, але рідкіше, ніж для оладок.
Кусочки обмокають в тісто, викладають на лист з гарячим салом і ставлять в духовку під максимальну температуру. Як тільки почне рум'янитися, ойогос поливають витеклим соком, зменшують вогонь. Визначають готовність протикаючи вилкою: якщо виділяється прозорий сік — можна вийняти з духовки.
Кусочки кладуть в каструлю. Соком, що залишився на листі поливають м'ясо, накривають кришкою і ставлять у прохолодне місце.
Остигнуті куски викладають на блюдо, нарізають кусочками, на яких повинен залишитися прилеглий жир, бажано й кісточка.
Порції викладають на тарілки, поруч кладуть салат зі свіжою капусти, брусницю або солоні огірки і подають до столу як другу страву.